# Napforduló
| Nap-éj egyenlőségek és napfordulók időpontjai a Földön (UTC idő) | Nap-éj egyenlőségek és napfordulók időpontjai a Földön (UTC idő) | Nap-éj egyenlőségek és napfordulók időpontjai a Földön (UTC idő) | Nap-éj egyenlőségek és napfordulók időpontjai a Földön (UTC idő) | Nap-éj egyenlőségek és napfordulók időpontjai a Földön (UTC idő) | Nap-éj egyenlőségek és napfordulók időpontjai a Földön (UTC idő) | Nap-éj egyenlőségek és napfordulók időpontjai a Földön (UTC idő) | Nap-éj egyenlőségek és napfordulók időpontjai a Földön (UTC idő) | Nap-éj egyenlőségek és napfordulók időpontjai a Földön (UTC idő) |
| esemény                                                          | tavaszi nap-éj egyenlőség                                        | tavaszi nap-éj egyenlőség                                        | nyári napforduló                                                 | nyári napforduló                                                 | őszi nap-éj egyenlőség                                           | őszi nap-éj egyenlőség                                           | téli napforduló                                                  | téli napforduló                                                  |
| hónap                                                            | március                                                          | március                                                          | június                                                           | június                                                           | szeptember                                                       | szeptember                                                       | december                                                         | december                                                         |
| év                                                               |                                                                  |                                                                  |                                                                  |                                                                  |                                                                  |                                                                  |                                                                  |                                                                  |
| év                                                               | nap                                                              | idő                                                              | nap                                                              | idő                                                              | nap                                                              | idő                                                              | nap                                                              | idő                                                              |
| ---------------------------------------------------------------- | ---------------------------------------------------------------- | ---------------------------------------------------------------- | ---------------------------------------------------------------- | ---------------------------------------------------------------- | ---------------------------------------------------------------- | ---------------------------------------------------------------- | ---------------------------------------------------------------- | ---------------------------------------------------------------- |
| 2020                                                             | 20                                                               | 03:50                                                            | 20                                                               | 21:43                                                            | 22                                                               | 13:31                                                            | 21                                                               | 10:03                                                            |
| 2021                                                             | 20                                                               | 09:37                                                            | 21                                                               | 03:32                                                            | 22                                                               | 19:21                                                            | 21                                                               | 15:59                                                            |
| 2022                                                             | 20                                                               | 15:33                                                            | 21                                                               | 09:14                                                            | 23                                                               | 01:04                                                            | 21                                                               | 21:48                                                            |
| 2023                                                             | 20                                                               | 21:25                                                            | 21                                                               | 14:58                                                            | 23                                                               | 06:50                                                            | 22                                                               | 03:28                                                            |
| 2024                                                             | 20                                                               | 03:07                                                            | 20                                                               | 20:51                                                            | 22                                                               | 12:44                                                            | 21                                                               | 09:20                                                            |
| 2025                                                             | 20                                                               | 09:02                                                            | 21                                                               | 02:42                                                            | 22                                                               | 18:20                                                            | 21                                                               | 15:03                                                            |
| 2026                                                             | 20                                                               | 14:46                                                            | 21                                                               | 08:25                                                            | 23                                                               | 00:06                                                            | 21                                                               | 20:50                                                            |
| 2027                                                             | 20                                                               | 20:25                                                            | 21                                                               | 14:11                                                            | 23                                                               | 06:02                                                            | 22                                                               | 02:43                                                            |
| 2028                                                             | 20                                                               | 02:17                                                            | 20                                                               | 20:02                                                            | 22                                                               | 11:45                                                            | 21                                                               | 08:20                                                            |
| 2029                                                             | 20                                                               | 08:01                                                            | 21                                                               | 01:48                                                            | 22                                                               | 17:37                                                            | 21                                                               | 14:14                                                            |
| 2030                                                             | 20                                                               | 13:51                                                            | 21                                                               | 07:31                                                            | 22                                                               | 23:27                                                            | 21                                                               | 20:09                                                            |

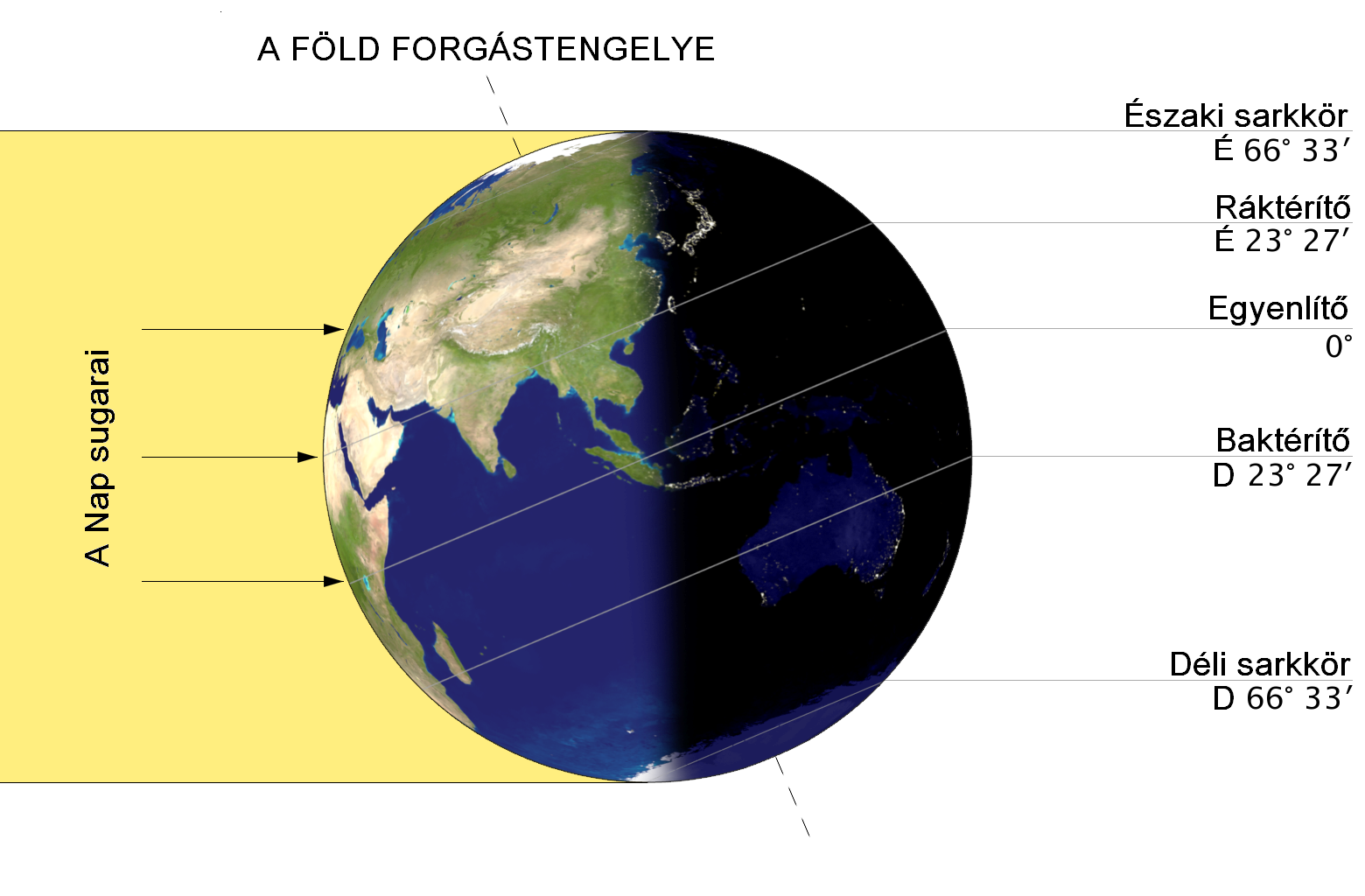
A Föld megvilágítása a nyári napforduló idején

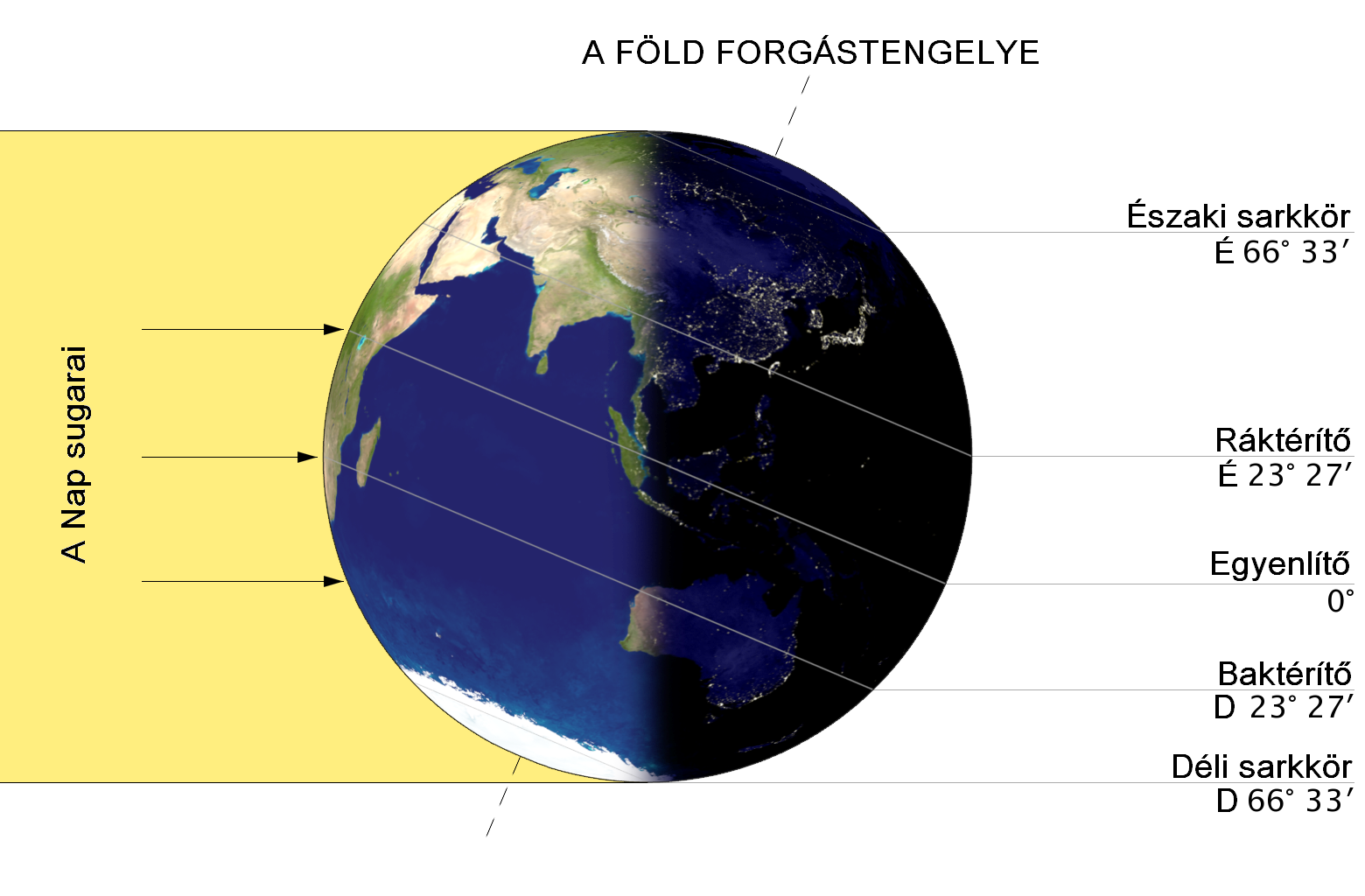
A Föld megvilágítása a téli napforduló idején

A napforduló (latinul solstitium (sol+stare)) csillagászati kifejezés, mellyel a Napnak a Föld egyenlítőjéhez való helyzetét fejezzük ki. Valójában az év két pillanata: a Nap legmagasabb déli pozíciója a Baktérítőn, illetve északi pozíciója a Ráktérítőn; az az időpont, amikor (látszólagos) éves égi útján a Nap észak–déli mozgása ellentétes irányúra változik.
A nyári napforduló alkalmával a nappal, a téli napforduló alkalmával pedig az éjszaka a leghosszabb, azonban a téli, illetve nyári napforduló ellentétes a Föld déli és északi felén.
A Föld forgástengelyének a ferdesége miatt a két időpont delelési magassága közt eltérés mutatkozik.

## Nyári napforduló
A nyári napforduló az a pillanat, amikor a Nap–Föld középpontokat összekötő egyenes és az egyenlítő síkja által bezárt szög a legnagyobb értékét (kb. 23,5 fok) éri el a Nap északi félgömbön való elhelyezkedése mellett. Ez az időpont június 21-én van, és az északi féltekén a csillagászati nyár kezdetét jelenti. Pontos időpontját a csillagászati évkönyvek közlik világidőben (UTC).
A nyári napfordulóig a Nap delelési helye az égbolton délről északra halad, utána pedig északról dél felé kezd mozogni, és az év leghosszabb nappalát adja (következésképpen a legrövidebb éjszakát) az északi féltekén.
A magyar népi szokások szerint már korábban is fontos ünnep volt, de a kereszténység felvétele óta Szent Iván napjához (éjjeléhez) kötik a nyári napfordulót. A legtöbb kultúrában számos ősi szokás kapcsolódik hozzá, megünneplésének ismét reneszánsza van. A nyári napfordulókor, június 21-én ünneplik az újpogány wicca vallás nyolc nagy ünnepének egyikét; a lithát, a tűz ünnepét.

### Jellemző pozíciók június 21-én
- Az Északi-sarkon a Nap egész nap fent van, állandó magasságon, 23°-on látszik[4]
- Az északi sarkkörön a Nap 47°-on delel, 27 órát van fent (aznap egész nap, és előtte-utána 1,5-1,5 órát).
- Magyarországról nézve a nyári napforduló idején a Nap 66° magasan delel, 16 órát van fent.
- A Ráktérítőn a Nap 90°-on delel, 13,5 órát van fent.
- Az Egyenlítőn a Nap 66,5° magasan delel, 12 órát van fent.
- A Baktérítőn a Nap 43°-on delel, 10,5 órát van fent.
- A déli sarkkörön a Nap középpontja éppen az északi horizonton tartózkodik, anélkül, hogy feljebb emelkedne. Ez az év egyetlen napja, amikor a Nap nem kel fel.
- A Déli-sarkon a Nap nem kel fel, 23°-kal a horizont alatt tartózkodik.

## Téli napforduló
A téli napforduló az a pillanat, amikor a Nap-Föld középpontokat összekötő egyenes és az egyenlítő síkja által bezárt szög a legnagyobb értékét (kb. 23,5 fok) éri el a Nap déli félgömbön való elhelyezkedése mellett. Ez az időpont december 21-én van, és az északi féltekén a csillagászati tél kezdetét jelenti. Pontos időpontját a csillagászati évkönyvek közlik világidőben (UTC).
A téli napfordulóig a Nap északról délre halad, utána pedig délről észak felé kezd mozogni, és az év legrövidebb nappalát (következésképpen a leghosszabb éjszakát) adja az északi féltekén.
A téli napfordulóhoz a legtöbb kultúrában számos ősi népi szokás kapcsolódik, és ünnepségek kísérik, mint például az ókori római szaturnália, a zsidó hanuka, az afroamerikai kwanzaa, a kelet-ázsiai tungcse-fesztivál, vagy maga a karácsony, melyet Mithrász és a Sol Invictus napisten kultuszához kapcsolódóan, illetve több pogány ünnep helyett tart ma a keresztény vallás.

### Jellemző pozíciók december 21-én
- Az Északi-sarkon a Nap nem kel fel, hanem 23°-kal a horizont alatt tartózkodik.
- Az északi sarkkörön a Nap középpontja éppen a déli horizonton tartózkodik, anélkül, hogy feljebb emelkedne. Ez az év egyetlen napja, amikor a Nap nem kel fel.
- Magyarországról nézve a téli napforduló idején a Nap 19° magasan delel, 8,5 órát van fent.
- A Ráktérítőn a Nap 43°-on delel, 11 órát van fent.
- Az Egyenlítőn a Nap 66,5°-on delel, 12 órát van fent.
- A Baktérítőn a Nap 90°-on delel, 13,5 órát van fent.
- A déli sarkkörön a Nap 47°-on delel, 27 órát van fent. (aznap egész nap, és előtte-utána 1,5-1,5 órát)
- A Déli-sarkon a Nap állandó magasságon, 23°-on kering.[6]

## A napfordulók elnevezése a déli féltekén
Tekintve, hogy a magyarok túlnyomó többsége az északi féltekén él, a magyar nyelv a decemberi napfordulót nevezi télinek és a júniusit nyárinak. Ez azonban nem minden országban van így, hiszen a déli féltekén decemberben nyár van és júniusban pedig tél. Ennek megfelelően Ausztráliában például a summer solstice (nyári napforduló) nevet használják a decemberi napfordulóra, a júniusi napforduló neve pedig winter solstice (téli napforduló). Hasonlóan, Argentínában a júniusi napforduló neve solsticio de invierno (téli napforduló), a decemberié pedig solsticio de verano (nyári napforduló).

## A napfordulók eltolódása a naptárhoz viszonyítva
A ma használatos naptárrendszerünk a Föld Nap körüli éves keringését igyekszik összhangba hozni a naptári évben foglalt egész napok számával. A tavaszponttól tavaszpontig tartó úgynevezett szoláris év hossza 365 nap, 5 óra, 48 perc és 46 másodperc. A 365 naphoz négy évenként hozzáadott egy szökőnap 11 perc 14 másodperc többletet eredményez évenként; ezt az eltérést küszöböli ki a kerek százas évek korrekciója.
A fentiekből következik, hogy egyik évről a másikra a napfordulók időpontja kerekítve 5 óra 49 perccel később következik be, illetve szökőév esetén 4 ⋅ (5 óra + 49 perc) − 24 óra = 44 perccel hamarabb; ez általában azt jelenti, hogy négy éven belül egyszer a naptári nap is változik. Ez igaz a nap-éj egyenlőségekre is.

## A napfelkelte időpontja
Noha a nyári napforduló napján a leghosszabb a nappal, a legkorábbi napfelkelte nem ezen a napon van. Hasonlóan a napfelkelte legkésőbbi időpontja sem a téli napforduló napján van, dacára annak, hogy ezen a napon a leghosszabb az éjszaka.